# Isaac Zida
Yacouba Isaac Zida (Yako, 16 novembre 1965) è un generale e politico burkinabé, primo ministro ad interim del Burkina Faso dal 21 novembre 2014 al 17 settembre 2015 e dal 23 settembre 2015 al 6 gennaio 2016; in precedenza aveva brevemente assunto la guida del paese a seguito del colpo di Stato militare che nell'ottobre del 2014 aveva estromesso Blaise Compaoré dopo una massiccia rivolta popolare, mettendo in secondo piano un ufficiale più anziano, Honoré Nabéré Traoré.

## Gli inizi della carriera
Generale dell'esercito burkinabè, Zida ha ottenuto un Master in International Management dell'Università di Lione. Con il presidente Blaise Compaoré, ha servito come vice comandante del reggimento di sicurezza presidenziale. Era un peacekeeper delle Nazioni Unite nella Repubblica Democratica del Congo dal 2008 al 2009.

## Presa del potere
Dopo 4 giorni di proteste di massa per le strade della capitale, il presidente Compaoré si è dimesso il 31 ottobre 2014 e il capo dell'esercito Honoré Nabéré Traoré ha annunciato che stava prendendo il sopravvento come capo di Stato, ma la sua pretesa di potere fu subito contestata da un gruppo di giovani ufficiali guidati da Zida, che si posero in linea con i manifestanti. Il 1 ° novembre 2014, le forze armate hanno appoggiato all'unanimità Zida per guidare il paese in una fase intermedia in vista della elezioni presidenziali del 2015.
Il 18 novembre, Zida ha trasferito i poteri a un nuovo Presidente civile, Michel Kafando, il quale il giorno successivo lo ha incaricato di formare un governo di transizione.
Il 17 settembre 2015 è stato arrestato a seguito di un colpo di Stato attuato dal generale Gilbert Diendéré, che aveva preso il controllo del paese. Il successivo 23 settembre è stato ristabilito nella carica di primo ministro dopo il fallimento del colpo di Stato.